# Friedrich-Karl Storm
Friedrich-Karl Storm (* 28. Mai 1913 in Zimdarse, Pommern; † 19. April 1987 in Oldenburg in Holstein) war ein deutscher Landwirt und Politiker (CDU).

## Leben und Beruf
Storm wurde als Sohn eines Landwirts geboren. Nach dem Volksschulabschluss und dem Besuch des Humanistischen Gymnasiums studierte er Land- und Volkswirtschaft. Er wurde zur Wehrmacht eingezogen und nahm von 1939 bis 1945 als Offizier am Zweiten Weltkrieg teil. 1944 übernahm er die Leitung des väterlichen Bauernhofes in Zimdarse.
Nach dem Kriegsende siedelte Storm 1945 als Heimatvertriebener nach Westdeutschland über, ließ sich in Schleswig-Holstein nieder und übernahm 1950 eine Siedlerstelle in Meischenstorf. Daneben leistete er als Vorstands- bzw. Aufsichtsratsmitglied ehrenamtliche Mitarbeit in verschiedenen Wirtschaftsorganisationen. Ferner engagierte er sich in Vertriebenenorganisationen und war Mitbegründer der Pommerschen Landsmannschaft.

## Partei
Storm trat zum 1. September 1932 der NSDAP bei (Mitgliedsnummer 1.291.532). 1945 schloss er sich der CDU an und war seit 1951 Vorsitzender des CDU-Kreisverbandes Oldenburg/Holstein.

## Abgeordneter
Storm war nach 1945 Kreistagsmitglied des Kreises Oldenburg.
Von 1957 bis 1972 war er Mitglied des Deutschen Bundestages. Vom 12. Dezember 1963 bis 1969 war er stellvertretender Vorsitzender des Bundestagsausschusses für Heimatvertriebene und Flüchtlinge.
Friedrich-Karl Storm ist 1957 und 1961 als direkt gewählter Abgeordneter des Wahlkreises Oldenburg – Eutin/Süd und danach als direkt gewählter Abgeordneter des Wahlkreises Plön in den Bundestag eingezogen.

## Ehrungen
- 1968: Verdienstkreuz 1. Klasse der Bundesrepublik Deutschland
- 1973: Großes Verdienstkreuz der Bundesrepublik Deutschland[3]